# Pseudocaeciliidae
|  | Dieser Artikel wurde aufgrund von formalen oder inhaltlichen Mängeln in der Qualitätssicherung Biologie zur Verbesserung eingetragen. Dies geschieht, um die Qualität der Biologie-Artikel auf ein akzeptables Niveau zu bringen. Bitte hilf mit, diesen Artikel zu verbessern! Artikel, die nicht signifikant verbessert werden, können gegebenenfalls gelöscht werden. Lies dazu auch die näheren Informationen in den Mindestanforderungen an Biologie-Artikel. |

Die Pseudocaeciliidae sind eine Familie der Staubläuse (Psocoptera), die zur Unterordnung Psocomorpha gehört. Der Name stammt von einer oberflächlichen Ähnlichkeit mit der Familie Caeciliusidae (ehemals Caeciliidae). Die Familie Pseudocaeciliidae ist mit den Familien Philotarsidae und Calopsocidae verwandt.